# Шахбанов, Гусейн Тагирович
Гусейн Тагирович Шахбанов (1 сентября 1994; Гергебиль, Гергебильский район, Дагестан, Россия) — российский и белорусский борец вольного стиля.

## Спортивная карьера
Родился в Гергебиле. Является воспитанником махачкалинской спортивной школы имени Гамида Гамидова, занимается под руководством своего отца Тагира Шахбанова. В 2013 году сменил спортивное гражданство и стал представлять Беларусь. В июле 2013 года стал чемпионом Беларуси в весовой категории до 60 кг, однако в сентябре на чемпионат мира в Будапешт не поехал из-за заболевания фурункулёзом, его заменил Асадулла Лачинов. В октябре 2013 года стал бронзовым призёром Кубка Рамзана Кадырова в Грозном. В январе 2014 года в Красноярске стал бронзовым призёром турнира на призы Академии борьбы имени Дмитрия Миндиашвили. Несмотря на то что он побеждал на внутренних на национальном чемпионате и молодежном первенстве Беларуси, из-за затянувшихся бюрократических проволочек со сменой спортивного гражданства Шахбанов почти на три года был лишен соревновательной практики. В ноябре 2016 года стал пятым на Голден Гран-при в Баку, а в декабре 2016 года выиграл традиционный международный турнир Kuldkaru Open в эстонском городе Кохтла-Ярве. В 2019 году неудачно выступил на чемпионате Европы.

## Спортивные результаты
- Чемпионат Европы по борьбе среди кадетов 2010 — ;
- Чемпионат мира среди кадетов 2010 — ;
- Чемпионат Беларуси по вольной борьбе 2013 — ;
- Чемпионат Беларуси по вольной борьбе 2017 — ;
- Чемпионат мира по борьбе 2017 — 24;
- Чемпионат Европы по борьбе 2019 — 8;